# Godsent
Godsent (Eigenschreibweise: GODSENT) ist eine im Jahr 2016 gegründete E-Sports-Organisation.

## Geschichte in Counter-Strike: Global Offensive
Godsent ist seit 2016 in der Disziplin Counter-Strike: Global Offensive aktiv. Am 21. Juli 2018 hatte das Team bekannt gegeben, dass Godsent an keinen weiteren Veranstaltungen teilnehmen wird. Laut Godsent war diese Entscheidung „die beste Lösung für uns alle“.
Doch im September 2019 gab Godsent über Twitter bekannt, dass das Team wieder an Turnieren und Spielen teilnehmen wird, nachdem sich das Team mit The Final Tribe zusammen getan hat. Am 14. November 2019 übernahm Godsent zudem das ehemalige Line-Up des CS:GO-Teams SMASH Esports. Im Januar 2021 trennte sich Organisation von ihren CS:GO-Spielern, da das Team von der chinesischen E-Sport Organisation FunPlus Phoenix übernommen wurde. Wenige Tage später verpflichtete Godsent fünf brasilianische Spieler, womit das Team in die südamerikanische Region wechselte. Im Juli 2022 verließen drei Spieler das Team mit einem Wechsel zu 00Nation, womit das Team von Godsent in diesem Jahr keine weiteren Turniere bestritt. Im Januar 2023 verpflichtete Godsent ein neues Team, bestehend aus fünf schwedischen Spielern, wodurch die Organisation zu einem schwedischen Team wie zu Beginn ihrer Gründung zurückkehrte. Im März 2024 trennte sich die Organisation von allen Spielern.

## Wichtige Spieler

### Tom Clancy’s Rainbow Six Siege
- Ben „Meadzzz“ Mead
- Lars „sno0ken“ Malte Ekström

## Wichtige ehemalige Spieler
- Jesper „JW“ Wecksell (Counter-Strike: Global Offensive, 2016–2017)
- Mikail „Maikelele“ Bill (Counter-Strike: Global Offensive, aktiv von 2019 bis 2020)
- Kevin „kRYSTAL“ Amend (Counter-Strike: Global Offensive, 2019–2021)
- Martin „STYKO“ Styk (Counter-Strike: Global Offensive, 2019–2021)

## Erfolge in CS:GO (Auszug)
| Datum                            | Platz                            | Turnier                             | Preisgeld                        |
| Counter Strike: Global Offensive | Counter Strike: Global Offensive | Counter Strike: Global Offensive    | Counter Strike: Global Offensive |
| -------------------------------- | -------------------------------- | ----------------------------------- | -------------------------------- |
| April 2016                       | 3. – 4.                          | DreamHack Masters Malmö 2016        | 022.000 $                        |
| Juni 2016                        | 3. – 4.                          | DreamHack Summer 2016               | 010.000 $                        |
| Nov. 2016                        | 1.                               | European Minor - ELEAGUE Major 2017 | 030.000 $                        |
| Nov. 2016                        | 3. – 4.                          | DreamHack Winter 2016               | 010.000 $                        |
| Feb. 2018                        | 3. – 4.                          | Play2Live Cryptomasters             | 010.000 $                        |
| März 2018                        | 3. – 4.                          | WESG 2017                           | 025.000 $                        |
| Nov. 2019                        | 1.                               | WePlay! Forge of Masters Season 2   | 050.000 $                        |
| Dez. 2019                        | 3. – 4.                          | DreamHack Open Winter 2019          | 010.000 $                        |
| Dez. 2019                        | 3. – 4.                          | DreamHack Open Sevilla 2019         | 010.000 $                        |